# Gérard Lefranc
Pour les articles homonymes, voir Lefranc.
Gérard Lefranc, né le 7 mai 1935 à Calais (Pas-de-Calais) où il meurt le 23 juin 2025, est un escrimeur français, pratiquant l'épée. 
Il est le vainqueur de la première édition du tournoi international du New York Athletic Club à l'épée en 1961.

## Palmarès
- Jeux olympiques d'été
  - Participation en épée par équipe aux Jeux olympiques d'été de 1960
- Championnats du monde d'escrime
  -  Médaille d'or en épée par équipe aux championnats du monde d'escrime 1962
  -  Médaille d'argent en épée par équipe aux championnats du monde d'escrime 1961
  -  Médaille de bronze en épée par équipe aux championnats du monde d'escrime 1958
  -  Médaille de bronze en épée par équipe aux championnats du monde d'escrime 1959

- Championnats de France
  -  Champion de France en épée individuelle aux championnats de France d'escrime en 1961
- Autres
  -  Tournois international du New York Athletic Club (martini-Rossi) en 1961
  -  Tournois international du New York Athletic Club (martini-Rossi) en 1962
  -  Challenge Charles Martel en 1965